# Roxbury (Wisconsin)
Roxbury es un pueblo ubicado en el condado de Dane en el estado estadounidense de Wisconsin. En el Censo de 2010 tenía una población de 1794 habitantes y una densidad poblacional de 19,29 personas por km².

## Geografía
Roxbury se encuentra ubicado en las coordenadas 43°14′46″N 89°39′29″O / 43.24611, -89.65806. Según la Oficina del Censo de los Estados Unidos, Roxbury tiene una superficie total de 93 km², de la cual 88.95 km² corresponden a tierra firme y (4.36%) 4.05 km² es agua.

## Demografía
Según el censo de 2010, había 1794 personas residiendo en Roxbury. La densidad de población era de 19,29 hab./km². De los 1794 habitantes, Roxbury estaba compuesto por el 97.83% blancos, el 0% eran afroamericanos, el 0.61% eran amerindios, el 0.22% eran asiáticos, el 0% eran isleños del Pacífico, el 0.5% eran de otras razas y el 0.84% pertenecían a dos o más razas. Del total de la población el 1.34% eran hispanos o latinos de cualquier raza.